# Mitsunori Yamao
Mitsunori Yamao (山尾 光則 Yamao Mitsunori?), född 13 april 1973 i Aichi prefektur, är en japansk före detta fotbollsspelare.
Yamao började sin karriär 1996 i Nagoya Grampus Eight. Efter Nagoya Grampus Eight spelade han för Ventforet Kofu, FC Tokyo, Cerezo Osaka och Yokohama FC. Han avslutade karriären 2005.